# 砷化钡
砷化钡是一种无机化合物，化学式为Ba3As2。它可由碳在高温还原砷酸钡制得。
Ba3(AsO4)2 + 8 C → Ba3As2 + 8 CO

## 反应
砷化钡和金反应，可以得到砷化亚金钡和二金化钡：
Ba3As2 + 4 Au → 2 BaAuAs + BaAu2